# Gambhirananda
Swami Gambhirananda (né Jatindranath Datta ; 11 février 1899 – 27 décembre 1988) est un sanyasi hindou, président de la Mission Ramakrishna et de la Ramakrishna Math de 1985 à 1988. 

## Biographie
Jatindranath Datta est né à Sadhuhati dans le Bangladesh d'aujourd'hui. Ses parents sont Dinanath Dutta et Tarasundari Devi. Après avoir obtenu son diplôme du Scottish Church College à Kolkata (Calcutta), Jatindranath rejoint l'armée comme agent des comptes.  
Pendant ses études, il est grandement influencé par Swami Jagadananda, son professeur et disciple de Sarada Devi ‒ épouse et consœur spirituelle de Râmakrishna. Son professeur fait lire les travaux de Swami Vivekananda  ‒ le plus proche disciple de Râmakrishna ‒ a Jatindranath qui quitte l'armée pour rejoindre la mission Ramakrishna en mars 1923 où il rencontre Swami Shivananda qui l'initie au sannyâsa.  
En décembre 1923, il fait ses vœux de brahmacharya et reçoit son initiation spirituelle de Swami Shivananda, ainsi que le nom de Brahmachari Soumyachaitanya. En 1928, il prend les vœux monastiques. Puis il étudie les principaux textes de l'Advaïta védanta à l'ashram de Sri Ramakrishna Advaita à Bénarès. En 1936, il devient membre du comité de travail. De 1942 à 1944, Swami Gambhirananda est rédacteur en chef du journal anglais Prabuddha Bharata Mayavati.  
En 1947, il devient administrateur de la Ramakrishna Math et membre du conseil d'administration de la Mission Ramakrishna. Puis il rejoint la Ramakrishna Math à Belur comme secrétaire assistant jusqu'en 1963, avec une interruption de quelques années où il est chargé de l'ashram Advaita de Mayavati. En 1966, Swami Gambhirananda est secrétaire général et en 1979, vice-président. Après la mort de Swami Vireshwarananda en 1985, il devient le onzième président de la mission Ramakrishna et de la Ramakrishna Math.  
Swami Gambhirananda est un érudit, avec de nombreux livres à son actif. Il a notamment traduit les principaux Upanisads en bengali et en anglais avec les commentaires de Sankaracharya, ainsi que la Bhagavad Gita. Mais sa principale contribution est la rédaction en bengali des biographies de Sarada Devi et Swami Vivekananda, publiées à l'occasion du centenaire de leur anniversaire. Swami Gambhirananda meurt le 27 décembre 1988 après quelques jours d'hospitalisation,.

## Travaux
Livres traduits ou écrits par Swami Gambhirananda :
- (en) The Disciples of Sri Ramakrishna, Kolkata, Advaita Ashrama, 2010, 480 p. (ISBN 978-81-7505-336-6)
- (en) Apostles of Sri Ramakrishna, Kolkata, Advaita Ashrama, 1967, 401 p. (ISBN 978-0-7025-0181-4)
- (en) Brahma Sutra Bhashya With the Commentary of Sri Shankaracharya, Kolkata, Advaita Ashrama, 2000, 944 p. (ISBN 978-81-7505-105-8)
- (en) Eight Upanishads With the Commentary of Shankaracharya, Kolkata, Advaita Ashrama, 1957, 952 p. (ISBN 978-81-7505-015-0)
- (en) Bhagavad Gita With the commentary of Shankaracharya, Kolkata, Advaita Ashrama, 2000, 826 p. (ISBN 978-81-7505-041-9)
- (en) Isa Upanishad With the Commentary of Shankaracharya, Kolkata, Advaita Ashrama, 2010, 40 p. (ISBN 978-81-7505-093-8)
- (en) Kena Upanishad With the Commentary of Shankaracharya, Kolkata, Advaita Ashrama, 2010, 72 p. (ISBN 978-81-7505-068-6)
- (en) Katha Upanishad With the Commentary of Shankaracharya, Kolkata, Advaita Ashrama, 2010, 1523 p. (ISBN 978-81-85301-33-4)
- (en) Prasna Upanishad With the Commentary of Shankaracharya, Kolkata, Advaita Ashrama, 2010, 112 p. (ISBN 978-81-7505-023-5)
- (en) Mundaka Upanishad With the Commentary of Shankaracharya, Kolkata, Advaita Ashrama, 2000, 108 p. (ISBN 978-81-7505-098-3)
- (en) Mandukya Upanishad With the Commentary of Shankaracharya, Kolkata, Advaita Ashrama, 2010, 256 p. (ISBN 978-81-7505-099-0)
- (en) Taittiriya Upanishad With the Commentary of Shankaracharya, Kolkata, Advaita Ashrama, 2010, 192 p. (ISBN 978-81-7505-024-2)
- (en) Aitareya Upanishad With the commentary of Shankaracharya, Kolkata, Vedanta Press & Bookshop, 1980, 80 p. (ISBN 978-81-85301-34-1)
- (en) Chandogya Upanishad With the Commentary of Shankaracharya, Kolkata, Advaita Ashrama, 728 p. (ISBN 978-81-7505-100-3)
- (en) Shvetashvatara Upanishad With the Commentary of Shankaracharya, Kolkata, Advaita Ashrama, 1986, 232 p. (ISBN 978-81-7505-103-4 et 81-7505-103-5)
- (en) Holy Mother : Sri Sarada Devi, Chennai, Ramakrishna Math, 1986, 540 p. (ISBN 978-0-7025-0174-6)
- (bn) Upanishad Granthavali (in 3 Vols), Kolkata, Udbodhan Karyalaya
- (bn) Kah Panthah, Kolkata, Udbodhan Karyalaya, 118 p. (ISBN 978-81-8040-285-2 et 81-8040-285-1)
- (bn) Juganayak Vivekananda(set of 3 books), Kolkata, Udbodhan Karyalaya, 1184 p. (ISBN 978-81-8040-112-1 et 81-8040-112-X)
- (bn) Navajugadharma, Kolkata, Udbodhan Karyalaya, 280 p.
- (bn) Stavakusumanjali, Kolkata, Udbodhan Karyalaya, 408 p. (ISBN 978-81-8040-225-8 et 81-8040-225-8)
- (bn) Sri Ma Sarada Devi, Kolkata, Udbodhan Karyalaya, 428 p. (ISBN 978-81-8040-071-1 et 81-8040-071-9)
- (bn) Siddhantalesha Samgraha of Appayadikshit, Kolkata, Udbodhan Karyalaya, 272 p. (ISBN 978-81-8040-215-9 et 81-8040-215-0)
- (bn) Sri Ramakrishna Bhaktamalika, Kolkata, Udbodhan Karyalaya, 714 p. (ISBN 978-81-8040-493-1 et 81-8040-493-5)
- (bn) Vartaman Yug O Sri Ramakrishna Bhavdhara, Kolkata, Udbodhan Karyalaya, 47 p.
- (hif) Yuganayak Vivekananda, Nagpur, Ramakrishna Math, 1151 p.
- (hif) Sri Ma Sarada Devi, Kolkata, Advaita Ashrama, 392 p. (ISBN 978-81-85301-96-9 et 81-85301-96-4)
- (hif) Sri Ramakrishna Bhaktamalika, Nagpur, Ramakrishna Math, 769 p.